# Dhilwan
Dhilwan è una suddivisione dell'India, classificata come nagar panchayat, di 7.980 abitanti, situata nel distretto di Kapurthala, nello stato federato del Punjab. In base al numero di abitanti la città rientra nella classe V (da 5.000 a 9.999 persone).

## Geografia fisica
La città è situata a 31° 31' 1 N e 75° 20' 60 E e ha un'altitudine di 218 m s.l.m..

## Società

### Evoluzione demografica
Al censimento del 2001 la popolazione di Dhilwan assommava a 7.980 persone, delle quali 4.174 maschi e 3.806 femmine. I bambini di età inferiore o uguale ai sei anni assommavano a 920, dei quali 530 maschi e 390 femmine. Infine, coloro che erano in grado di saper almeno leggere e scrivere erano 5.396, dei quali 2.991 maschi e 2.405 femmine.